# Augustaburiania vatagini
Augustaburiania vatagini ("pocta Zdeňku Burianovi a Josefu Augustovi") byl druh tanystrofeidního archosauromorfa, žijícího v období spodního triasu (před 251 až 245 miliony let). Tito plazi obývali území dnešní východní Evropy a jejich fosílie byly objeveny v povodí řeky Don na západě Ruska. Typový druh A. vatagini popsal ruský paleontolog A. G. Sennikov v roce 2011. Augustaburiania je zřejmě nejstarším v současnosti známým tanystrofeidem.